# Barry Skeete
Barry Skeete (nacido el 18 de enero de 1984 en Bridgetown, Barbados) es un futbolista barbadense. Juega de defensor y su primer club fue el Barbados Defense Force SC. Gran parte de su carrera la desarrolló en Argentina.

## Carrera
Comenzó su carrera en 2003 jugando para el Barbados Defense Force SC. Jugó para el club hasta 2005, año en que fue traspasado al Club Atlético Colegiales en Argentina jugó para el club hasta 2007 durando un total de dos años, marchándose después al Sportivo Barracas. En el 2009 regresó a su país, al Barbados Defense Force SC, en 2013 salió campeón de la liga barbadense con este club. En 2014 fue transferido al club Paradise SC donde actualmente se desempeña.

## Selección nacional
Fue internacional con la Selección de fútbol de Barbados, donde ha revestido la casaquilla nacional en 38 oportunidades con (2 goles anotados). Fue convocado por primera vez el 15 de marzo de 2007, con motivo de un amistoso ante Granada (1-1). Participó en dos eliminatorias mundialistas (2010 y 2014), jugando un total de 7 partidos. También disputó con su país la fase final de la Copa del Caribe de 2008 y la Copa del Caribe de 2014 (eliminación en primera ronda).

## Clubes
| Club                      | País      | Año       |
| ------------------------- | --------- | --------- |
| Barbados Defense Force SC | Barbados  | 2003-2005 |
| Club Atlético Colegiales  | Argentina | 2005-2007 |
| Sportivo Barracas         | Argentina | 2008-2009 |
| Barbados Defense Force SC | Barbados  | 2009-2013 |
| Paradise SC               | Barbados  | 2014-act. |